# Sisa József
Sisa József (Budapest, 1952. július 23. –) a Magyar Érdemrend tisztikeresztjével kitüntetett művészettörténész, a Magyar Tudományos Akadémia doktora, az MTA Bölcsészettudományi Kutatóközpont Művészettörténeti Intézetének egykori igazgatója, jelenleg professor emeritusa, a Pécsi Tudományegyetem professor emeritusa.

## Életpályája
1970-ben érettségizett a budapesti Szinyei Merse Pál Általános Iskola és Gimnáziumban. Egyetemi tanulmányait 1971-76-ban végezte a budapesti Eötvös Loránd Tudományegyetem ELTE Bölcsészettudományi Karán, művészettörténet–angol szakon.
1976-tól 1984-ig kutatóként a Fővárosi Ingatlankezelő és Műszaki Vállalat (FIMŰV) Műemléki Osztályán dolgozott; műemléképületek tudományos feldolgozásával foglalkozott.
1984-től a Magyar Tudományos Akadémia Művészettörténeti Kutatócsoportban, illetve annak jogutódjaiban dolgozik. Itt 2000-2011 között az Újkori Művészet Osztályt vezette, 2012-ben az intézmény mb. igazgatója, 2013-2016-ban igazgatója volt, jelenleg tudományos tanácsadója. 2011-től a Pécsi Tudományegyetem Műszaki és Informatikai Karának oktatója.
1995-ben a CASVA (Center for Advanced Study on the Visual Arts, Washington, D.C.) ösztöndíjasa. 1997-ben az École Pratiques des Hautes Études (Párizs) vendégoktatója.
1980-ban szerezte meg az egyetemi doktori, 1992-ben a kandidátusi fokozatot, 2006-ban az MTA doktora címet. 2011-ben lett habilitált doktor, 2012-ben egyetemi tanár. 1990-től az MTA Művészettörténeti (Tudományos) Bizottságának tagja.
2010-től 2016-ig a CIHA (Comité International d’Histoire de l’Art), 2012-től 2016-ig az UNESCO Magyar Nemzeti Bizottságának tagja. 2018-tól a Holnap Kiadó által megjelentetett Az építészet mesterei könyvsorozat sorozatszerkesztője, az Acta Historiae Artium és az Ars Hungarica szerkesztőbizottsági tagja, 2001 és 2015 között a Centropa (New York) tanácsadó bizottságának a tagja.

## Kutatási területe
- a 19. századi építészet, az építészetelmélet, valamint a kertművészet története.

## Családja
Felesége Jánoska Éva távközlési mérnök. Házasságukból két gyermek, László (1985) és Júlia (1987) született.

## Díjai, elismerései
- Pasteiner Gyula emlékérem (1991)
- Fitz József-díj (2006)
- Antall József emlékdíj (2006)
- A Magyar Érdemrend tisztikeresztje (2013) nemzetközileg is nagyra becsült építészettörténeti tudományos és kutatói munkássága, publikációs és oktatói tevékenysége elismeréseként
- Opus mirabile (2019)

## Főbb publikációi
- Publikációinak egy része digitalizált formában a következő helyen érhető el:https://drive.google.com/drive/folders/1PHJ_2GpBqJ00jfZyzaWnU9V9sDG0GJ6Q
- Alois Pichl (1782–1856) építész Magyarországon; Akadémiai Kiadó, Budapest, 1989 (Művészettörténeti füzetek)
- Budapest, alsóvízivárosi plébániatemplom; TKM Egyesület, Budapest, 1989 (Tájak, korok, múzeumok kiskönyvtára)
- Híres magyar templomok; fotó ifj. Entz Géza; Móra Kiadó, Budapest, 1989 (Kolibri könyvek)
- Az Országház; szöveg Csorba László, fotó Szalay Zoltán; KIT, Budapest, 1993 (angolul, franciául, németül is)
- Az Országház; szöveg Csorba László, fotó Szalay Zoltán; 2. jav. kiad.; KIT, Budapest, 1994
- Szkalnitzky Antal. Egy építész a kiegyezés korabeli Magyarországon; Akadémiai Kiadó, Budapest, 1994
- Magyarország építészetének története; szerk. Sisa József, Dora Wiebenson; Vince, Budapest, 1998
- The Architecture of Historic Hungary; szerk. Dora Wiebenson, Sisa József; MIT Press, Cambridge–London, 1998
- Fejér megye művészeti emlékei; szerk. Entz Géza Antal, Sisa József; MTA Művészettörténeti Kutató Intézet–Szent István Király Múzeum, Budapest–Székesfehérvár, 1998 (A Szent István Király Múzeum közleményei. A sorozat)
- Budapest, Új Városháza; TKM Egyesület, Budapest, 1999 (Tájak, korok, múzeumok kiskönyvtára)
- Csákvár, az Esterházy-kastély és park; TKM Egyesület, Budapest, 2000 (Tájak, korok, múzeumok kiskönyvtára)
- Budapest, fasori evangélikus templom és gimnázium; TKM Egyesület, Budapest, 2000 (Tájak, korok, múzeumok kiskönyvtára)
- Az Országház; fotó Tihanyi Bence, Bakos Ágnes; bev. Sisa József; Magyar Könyvklub, Budapest, 2001 (angolul is)
- Nádasdladány, Nádasdy-kastély; TKM Egyesület, Budapest, 2001 (Tájak, korok, múzeumok kiskönyvtára)
- A nádasdladányi Nádasdy-kastély; családfája összeáll. Gudenus János József; Műemlékek Állami Gondnoksága, Budapest, 2004 (Épített örökségünk)
- Az Országház. Történelmi séta; szöveg Sisa József, fotó Tihanyi Bence, Bakos Ágnes; Corvina, Budapest, 2005 (angolul, németül is)
- Steindl Imre; Holnap, Budapest, 2005 (Az építészet mesterei)
- A dégi Festetics-kastély; Műemlékek Állami Gondnoksága, Budapest, 2005 (Épített örökségünk)
- A magyar klasszicizmus; Corvina, Budapest, 2006 (Stílusok – korszakok)
- Kastélyépítészet és kastélykultúra Magyarországon. A historizmus kora; Vince, Budapest, 2007
- Korniss Péter–Szabó Péter: Országház; szöv. Sisa József; Slovart, Bratislava, 2008 + CD
- A 19. századi magyar művészet – Építészet és iparművészet; szerk., MTA Bölcsészettutomány Kutatóközpont – Osiris Kiadó, Budapest, 2013
- Lechner, az alkotó géniusz; Iparművészeti Múzeum–MTA BTK Művészettörténeti Intézet, Budapest, 2014 (angolul is)
- A Magyar Tudományos Akadémia. Séta a székházban; szöv. Sisa József, fotó Hámori Péter; Corvina, Budapest, 2015 (angolul, németül is)
- Motherland and Progress – Hungarian Architecture and Design 1800–1900; szerk., Birkhäuser Verlag, Bern, 2016
- Az Országház építése és művészete; szerk. Országház Kiadó, Budapest, 2020